# Riebiņi (novads)
Riebiņi (łot.: Riebiņu novads) – jeden z łotewskich novadsów, funkcjonujący w latach 2009–2021.

## Historia
Novads powstało na terenach należących przed 2009 do rejonu Preiļi.
W skład novadsu wchodziło sześć pagastsów: Galēni, Riebiņi, Rušona, Silajāņi, Sīļukalns i Stabulnieki. Jego stolicą została wieś Riebiņi.
Zlikwidowany w ramach reformy administracyjnej 30 czerwca 2021. Wszedł w całości w skład nowego novadsu Preiļi.